# آلنجان
آلنجان، روستایی در دهستان لادیز بخش لادیز شهرستان میرجاوه در استان سیستان و بلوچستان ایران است.

## جمعیت
بر پایه سرشماری عمومی نفوس و مسکن در سال ۱۳۹۵، جمعیت این روستا برابر با ۵۰۲ نفر (۱۲۶ خانوار) بوده است.